# Hypertensie

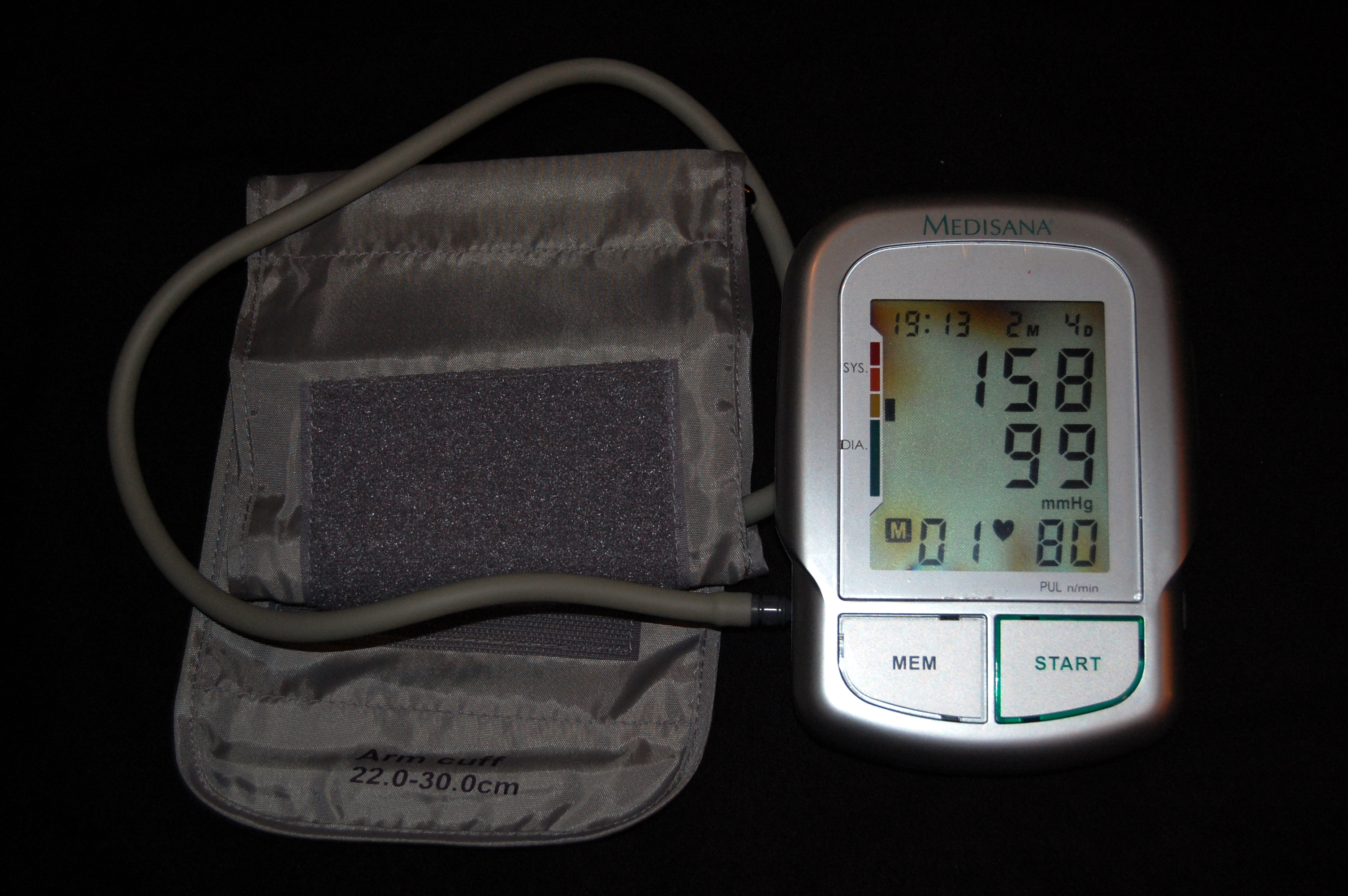
Bloeddrukmeter met in dit geval een te hoge bovendruk en te hoge onderdruk.

Hoge bloeddruk of hypertensie is een aandoening, waarbij de bloeddruk te hoog is. Een te hoge bloeddruk geeft een verhoogd risico op ziekte.

## Norm
Men spreekt van hypertensie als de bovendruk hoger is dan 140 mmHg of als de onderdruk hoger is dan 90 mmHg. Voor mensen met diabetes mellitus en nierziekten gelden de waardes 130/80 mmHg. Goed om hierbij op te merken dat de internationale richtlijnen enigszins verschillen, maar allemaal wel rekening houden met diabetes mellitus, nierziekten en hart- en vaatziekten. De 140/90 mmHg-grens is 'unaniem'.
De grens tussen 'normaal' en 'hypertensie' wordt arbitrair vastgesteld en is er afhankelijk van wanneer men het gestegen gezondheidsrisico abnormaal gaat noemen. De bloeddruk is continu verdeeld onder de bevolking en heeft de neiging met het vorderen van de leeftijd langzaam te stijgen. Een hogere bloeddruk geeft een hoger risico op beschadiging van bepaalde organen en sterfte, maar er is geen duidelijke drempel waarboven het risico opeens sterk stijgt.
Mede op basis van een aantal andere factoren als voorgeschiedenis, leeftijd, geslacht, rookgedrag, glucosegehalte, cholesterolwaarden, familieanamnese, alcoholgebruik, voeding, lichamelijke activiteit wordt een risicoprofiel opgemaakt.
Er is een aantal metingen van de bloeddruk nodig om bij een patiënt tot de diagnose 'hypertensie' te kunnen komen. Per keer wordt tweemaal aan dezelfde arm gemeten, met een of twee minuten tussentijd. Daarbij geldt de gemiddelde waarde. Indien de bloeddruk maar licht is verhoogd, doet men minste drie metingen verspreid over een aantal maanden. Indien het risicoprofiel ongunstig is, bij zeer hoge bloeddrukken en in geval van orgaanbeschadiging door de bloeddruk, herhaalt men de metingen in een kortere periode.
Metingen van de bloeddruk door de patiënt thuis zijn een waardevolle bron van informatie voor de arts. Tevens verhoogt het de therapietrouw. Voorwaarde is wel dat voor de thuismetingen een gekalibreerd apparaat wordt gebruikt.

## Oorzaken van hoge bloeddruk
De oorzaak van hoge bloeddruk is in circa 90-95% van de gevallen niet bekend. Als er geen onderliggende oorzaak is, spreekt men van idiopathische, essentiële of primaire hypertensie. Wanneer er wel een onderliggende oorzaak is, spreekt men van secundaire hypertensie. Bij secundaire hypertensie is er vaak sprake van een aandoening in een of beide nieren, bijvoorbeeld door vernauwingen (stenose) in één of beide nierslagaders. Dat heet een nierarteriestenose. Sommige zeldzame hormonale aandoeningen, bijvoorbeeld hormoonproducerende tumoren (syndroom van Cushing; feochromocytoom; syndroom van Conn) kunnen secundaire hypertensie veroorzaken.
Een artikel in de New England Journal of Medicine in 2007 beschreef de rol van de mineralen natrium en kalium bij het ontstaan van hypertensie. Bij natuurvolkeren met een natrium-arm en kalium-rijk voedingspatroon is hypertensie zeldzaam. Het westerse voedingspatroon bevat meestal het omgekeerde: veel natrium en weinig kalium. Natrium heeft een bloeddrukverhogend effect. Door een relatief grote hoeveelheid natrium en een relatief kleine hoeveelheid kalium trekt het gladde spierweefsel van de bloedvaten zich sterker samen. Om het bloed door de bloedvaten te blijven pompen, zal het hart een hogere bloeddruk moeten genereren. Natrium en kalium hebben ook invloed op de manier waarop door het RAAS en het sympathisch zenuwstelsel (bepaalde hersen -en zenuwactiviteit) de bloeddruk wordt gereguleerd. Wederom met tegenovergestelde effecten: natrium bloeddrukverhogend, kalium bloeddrukverlagend.
Alcoholgebruik draagt bij aan het krijgen van een hoge bloeddruk. Uit onderzoek van de Wereldgezondheidsorganisatie WHO blijkt dat zo'n 16% van de gevallen van hypertensie alcoholgerelateerd is.
Roken draagt ook bij aan een verhoging van de bloeddruk. Dit komt door vasoconstrictie, door de vaatvernauwende effecten van nicotine, zowel als door een verhoging van de hartslagfrequentie door nicotine.
Het eten van erg veel drop kan hoge bloeddruk veroorzaken doordat het glycyrrizinezuur bevat. Deze stof zit ook in zoethout.
De consumptie van suiker draagt bij tot een verhoogde bloeddruk. Uit een wetenschappelijke studie, gepubliceerd in The American Journal of Cardiology, bleek dat suiker meer dan zout  hypertensie zou kunnen veroorzaken.

## Symptomen
Meestal geeft hypertensie geheel geen symptomen. Hypertensie is een 'stille aandoening': mensen met hoge bloeddruk merken hier vaak niets van. Hoofdpijn, met name in het achterhoofd, die 's ochtends optreedt, behoort tot de meest prominente symptomen van beginnende hypertensie, maar blijft dus nog veel vaker achterwege. Duizeligheid, een licht gevoel in het hoofd en tinnitus komen ook voor.
Een gespannen gevoel en stress zijn eerder een oorzaak dan een gevolg van hoge bloeddruk. Zij worden er door veroorzaakt dat het lichaam adrenaline aanmaakt. Vrouwen met hoge bloeddruk hebben daar geen zwaardere menstruatie door, wat nog weleens wordt gedacht.

### Maligne hypertensie
Er is een zeldzame vorm van hypertensie die wel gepaard gaat met merkbare verschijnselen: hoofdpijn, verwardheid, eiwit in de urine en bloedinkjes in het netvlies. Deze maligne of kwaadaardige hypertensie uit zich door een snel stijgende hoge bloeddruk, bijvoorbeeld 250 mmHg, en zal met spoed met behulp van medicijnen per infuus, bijvoorbeeld met nitroprusside, moeten worden behandeld.

## Gevolgen en risico's
Mensen met hypertensie lopen een verhoogd risico vroegtijdig te overlijden door een hartaandoening, een herseninfarct of door nierfalen.
- Hartfalen. Hoge bloeddruk betekent voor het hart dat het meer arbeid moet verrichten om het bloed, tegen een hogere weerstand in, door het lichaam te pompen. Hierdoor wordt de spierwand van de linkerhartkamer op den duur dikker en minder flexibel, wat tot diastolisch hartfalen kan leiden.[6]
- Hart- en vaatziekten. Hypertensie verhoogt de kans op het ontwikkelen van atherosclerose en daarmee verhoogt het de kans op het krijgen van angina pectoris, een hartinfarct, een beroerte en etalagebenen.
- Hartritmestoornissen. Hypertensie is een belangrijke risicofactor bij het ontstaan van boezemfibrilleren.[6][12]
- Hersenbloeding. De hogere druk in de bloedvaten leidt tot een verhoogde bloedwandspanning. Dit verhoogt de kans op een hersenbloeding. Zeker als daarnaast sprake is van een aangeboren of verworven vaataneurysma's.
- Nierfalen. Verlies van eiwit, van albumine in de urine is een teken dat de glomerulus, de filtertjes met bloedvatjes die de voorurine vormen, beschadigd zijn door de hoge bloeddruk. Als dit ziekteproces voortschrijdt, leidt dit tot chronisch nierfalen en uiteindelijk eindstadium nierziekte. Zo'n 10% van de sterfte als gevolg van een te hoge bloeddruk is het gevolg van nierfalen.[6]

Bij behandeling daalt het risico op een beroerte tot normale waarden en de kans op een hartinfarct vermindert aanzienlijk. Bepaalde bloeddrukverlagende middelen zoals ACE-remmers hebben een gunstig effect op de nieren.

## Geneesmiddel
Er zijn verschillende groepen antihypertensiva of bloeddrukverlagende medicijnen op de markt, onder andere:
- ACE-remmers
- Angiotensine II-receptorantagonisten
- Alfablokkers
- Bètablokkers
- Calciumantagonisten
- Centraal aangrijpende antihypertensiva, zoals clonidine
- Direct werkende vasodilatantia, zoals hydralazine en minoxidil
- Diuretica
- Renineremmers, zoals aliskiren

## Niet-medicamenteuze behandeling
- Stoppen met roken: Stoppen met roken bevordert vrijwel alle aspecten van onze gezondheid en heeft in ieder geval een gunstig effect op een te hoge bloeddruk.[13]
- Matiging van het alcoholgebruik: Voor vrouwen met hypertensie geldt een maximale dagelijkse inname van een eenheid alcoholische drank per dag, voor mannen mogen het er twee zijn.[14]
- Minder drop nemen: het eten van meer dan zo'n 95 gram drop per dag kan hoge bloeddruk tot gevolg hebben.
- Koffiegebruik: lange tijd werd verondersteld dat koffie bloeddrukverhogend zou werken, maar sinds het begin van de 21e eeuw is vastgesteld dat er geen aantoonbaar verband bestaat.
- Natriumbeperkt dieet: Slechts de reductie van de natriuminname tot ongeveer 25%, ongeveer 2,5 g natrium per dag, heeft een bloeddrukverlagend effect. Halveren van de zoutinname tot vijf gram natrium per dag levert geen bloeddrukdaling op, maar versterkt wel de werking van de meeste bloeddrukverlagende geneesmiddelen.
- Gewichtsverlies: Indien mensen met overgewicht en hypertensie ten minste zo'n vijf kilo afvallen, wordt de bloeddruk meetbaar verlaagd.[6][8]
- Sporten: Er zijn aanwijzingen dat sporten, naast een gewichtsverlagend effect, ook een bloeddrukverlagend effect heeft.[15]
- Leefstijl: Ontspanning in het dagelijks leven werkt bloeddrukverlagend.

## Ratten
Spontaan hypertensieve ratten zijn geselecteerde of gekweekte ratten die genetisch een hoge bloeddruk hebben.